# Malleastrum
Malleastrum es  un género de árboles con 23 especies descritas y de estas, solo 5 aceptadas, pertenecientes a la familia Meliaceae. Es originario de Madagascar.

## Taxonomía
El género fue descrito por (Baill.) J.-F.Leroy y publicado en Journal d'Agriculture Tropicale et de Botanique Appliquée 11: 128. 1964. La especie tipo es: Malleastrum boivinianum (Baill.) J.-F. Leroy	

## Algunas especies aceptadas
A continuación se brinda un listado de las especies del género Malleastrum aceptadas hasta enero de 2013, ordenadas alfabéticamente. Para cada una se indica el nombre binomial seguido del autor, abreviado según las convenciones y usos.
- Malleastrum boivinianum (Baill.) J.-F. Leroy
- Malleastrum depauperatum (Baill.) J.-F. Leroy
- Malleastrum mocquerysi (Aug. DC.) J.-F. Leroy
- Malleastrum obtusifolium (C. DC.) J.-F. Leroy
- Malleastrum ramiflorum (C. DC.) J.-F. Leroy